# Кульчицкий, Николай Евгеньевич
Никола́й Евге́ньевич Кульчи́цкий (27 июля 1929 — 28 января 1982) — советский лётчик-испытатель, капитан Военно-воздушных сил СССР. Герой Советского Союза (1977), заслуженный лётчик-испытатель СССР.

## Биография
Родился 27 июля 1929 года в селе Нахабино Московской губернии. В 1948 году окончил Московскую спецшколу ВВС СССР .
В Советской Армии с августа 1948 года. В 1951 году окончил Борисоглебское высшее военное авиационное училище лётчиков. Служил в строевых частях ВВС в нескольких округах (Одесский военный округ, группа советских войск в ГДР, Прибалтийский военный округ). В мае 1961 года ушёл в запас в звании капитана.
В 1962 году окончил школу лётчиков-испытателей, в 1967 году — 3 курса Казанского авиационного института.
С 1962 года — лётчик-испытатель Казанского авиационного завода. Испытывал серийные реактивные бомбардировщики Ту-16, Ту-22 и также их модификации.
С 1967 года — лётчик-испытатель ОКБ Туполева. Участвовал в испытаниях ряда самолётов: Ту-16, Ту-22, Ту-22М, Ту-95, Ту-134, Ту-154 и многих других.
22 октября 1976 года при катапультировании из аварийного неуправляемого Ту-22МР (совместно со вторым пилотом Владимиром Севанькаевым, впоследствии Героем Советского Союза, и штурманом А. В. Ерёменко) получил тяжёлые ранения. Несмотря на противопоказания врачей, в 1977 году вернулся на лётно-испытательную работу.
Указом Президиума Верховного Совета СССР от 23 августа 1977 года за мужество и героизм, проявленные при испытании новой авиационной техники, лётчику-испытателю Кульчицкому Николаю Евгеньевичу было присвоено звание Героя Советского Союза.
Жил в Москве. Погиб 28 января 1982 года при выполнении испытательного полёта на стратегическом ракетоносце Ту-95МС-55.
Похоронен на Химкинском кладбище.

## Награды и звания
- Герой Советского Союза (Указ Президиума Верховного Совета СССР от 23 августа 1977 года, орден Ленина и медаль «Золотая Звезда» № 11283)[1]
- Орден «Знак Почёта» (22 июля 1966 года)[1]
- Заслуженный лётчик-испытатель СССР (17 августа 1979 года)[1]

## Память
На доме в Москве, в котором жил Кульчицкий (улица Куусинена, дом 6, корпус 13) установлена мемориальная доска, её торжественное открытие состоялось 27 апреля 2012 года.